# Saint-Stail
Saint-Stail település Franciaországban, Vosges megyében. Lakosainak száma 72 fő (2022. január 1.). Saint-Stail Bourg-Bruche, Saales, Saulxures, Grandrupt és Le Vermont községekkel határos.

## Népesség
A település népessége az elmúlt években az alábbi módon változott:
| Lakosok száma | 65   | 71   | 75   | 73   | 72   | 72   | 72   | 72   | 72   |
|               | 2013 | 2015 | 2016 | 2017 | 2018 | 2019 | 2020 | 2021 | 2022 |